# Witalij Hawrysz
Witalij Wołodymyrowycz Hawrysz, ukr. Віталій Володимирович Гавриш (ur. 18 marca 1986 w Czernihowie) – ukraiński piłkarz, grający na pozycji pomocnika, a wcześniej napastnika.

## Kariera piłkarska

### Kariera klubowa
Wychowanek Desny Czernihów, barwy którego bronił w juniorskich mistrzostwach Ukrainy (DJuFL). Karierę piłkarską rozpoczął 26 lipca 2003 w składzie Desny Czernihów. Na początku 2007 przeszedł do Stali Ałczewsk. Latem został zaproszony do Metałurha Donieck. Ale nie potrafił przebić się do podstawowego składu donieckiego klubu i w następnym sezonie powrócił do Stali. Latem 2009 został przywrócony do pierwszego składu Metałurha, ale nie zagrał żadnego meczu i już w sierpniu wrócił do Stali, gdzie pełnił funkcje kapitana. 12 stycznia 2012 podpisał kontrakt z FK Ołeksandrija. W lutym 2013 roku został piłkarzem Metałurha Zaporoże. Po zakończeniu sezonu 2014/15 opuścił zaporoski klub. W sezonie 2015/16 bronił barw Howerły Użhorod. 27 czerwca 2016 podpisał kontrakt z beniaminkiem Premier-lihi Zirką Kropywnycki.

### Kariera reprezentacyjna
Występował w juniorskiej reprezentacji Ukrainy.

## Sukcesy i odznaczenia

### Sukcesy klubowe
- mistrz Pierwszej lihi Ukrainy: 2006